# Girolamo Mazzola Bedoli
Girolamo Bedoli detto il Mazzola (Parma, 1500 circa – Parma, 1569) è stato un pittore italiano di scuola parmense, di stile manierista.

## Biografia

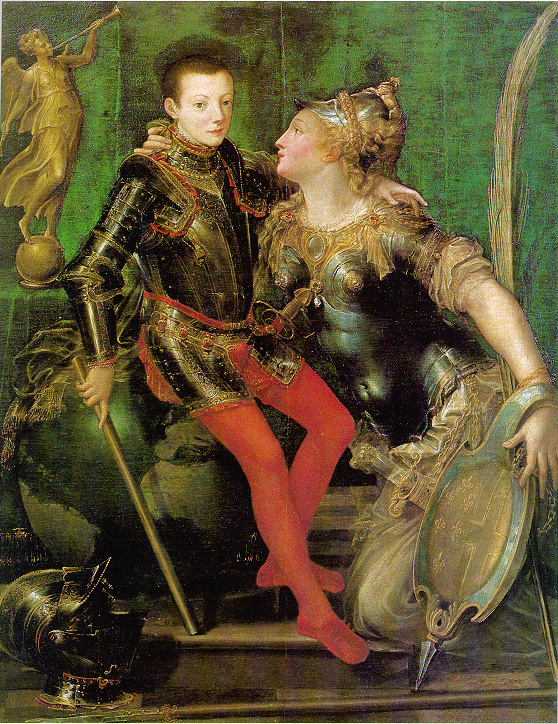
Girolamo Mazzola Bedoli, Parma abbraccia Alessandro Farnese, Galleria Nazionale di Parma

Nato a Parma, col nome di Girolamo Bedoli, da famiglia di origine di Viadana, assunse il cognome Mazzola-Bedoli avendo sposato nel 1529 una cugina di Francesco Mazzola, detto il Parmigianino, con cui in gioventù intraprese un viaggio proprio a Viadana, per scampare i pericoli dell'assedio di Parma (1521). Col "cugino" ebbe un rapporto altalenante. Da lui derivò molto del suo stile, ma negli anni trenta, quando Parmigianino tornò a Parma, si assistette a una rottura tra l'artista e la famiglia, tutto a vantaggio del Bedoli. Avendo infatti sposato una cugina del Parmigianino (figlia di suo zio Pier Ilario),  e avendo acquisito al proprio cognome quello, ben più rinomato sulla piazza parmense, dei Mazzola, attivi da decenni e con una fiorente bottega, si insediò nella casa paterna di questi.
Completò alcuni degli affreschi, inizialmente ordinati al cugino, come ad esempio quelli dell'abside della chiesa di Santa Maria della Steccata. Dal Parmigianino e dal Correggio derivò alcuni schemi figurali e temi compositivi, che lo condussero verso un astratto formalismo.
Assieme al suocero dipinse l'Immacolata Concezione, per l'oratorio dell'Immacolata Concezione a lato della chiesa di San Francesco del Prato, tela che attualmente si trova nella Galleria nazionale di Parma. Attorno al 1547 dipinse per la Certosa di Parma una Adorazione dei Magi che è nella Galleria nazionale di Parma. In Galleria si trova anche il polittico del 1538 del coro dell'abbazia di Valserena, raffigurante, nella parte inferiore, la Madonna col Bambino e san Giovannino dormiente, san Bernardo di Chiaravalle e san Roberto di Chaise-Dieu, mentre, nella parte superiore, l'Ecce Homo, sant'Ilario di Poitiers e san Martino vescovo di Tours.
Nel corso dell'anno 1555 realizzò la grande pala della Trasfigurazione, incastonata nell'abside della chiesa di San Giovanni e si distinse con il tema allegorico Parma abbraccia Alessandro Farnese.
Datato 1525 è il suo dipinto ad olio su tavola Madonna col Bambino e i santi Michele e Antonio Abate, presso l'originale sede della chiesa di San Michele di San Michele Tiorre.
Alla Galleria dell'Accademia di belle arti di Napoli è presente la piccola tela Presepe in paesaggio, 33x43 cm, che porta sul retro il timbro della Collezione Farnese di Parma e quello dell'inventario della Collezione Borbonica.
Fu pittore anche il figlio Alessandro.